# Bunke
Un bunke (分家) este o ramură a unei familii japoneze înființată de către o rudă directă a honke-ului (linia descendentă a celui mai bătrân bărbat). Relația honke - bunke se reflectă, de asemenea, în relația dintre firmele japoneze și filialele lor. 

## Vezi și
- Koseki|Koseki|Koseki⁠(<span title="Koseki|Koseki la Wikidata">d)
- Honke